# 박동철
박동철(朴東喆, 1952년 1월 23일 ~ )는 대한민국의 공무원 출신 정치인이다. 제46·47·48대 금산군수를 역임했다.

## 학력
- 금남초등학교 졸업
- 금산동중학교 졸업
- 금산고등학교 졸업
- 전북대학교 학사
- 숭실대학교 대학원 행정학 석사

## 경력
- 2002 ~ 2003 행정자치부 기획예산담당관실 서기관
- 2003 행정자치부 서기관
- 민주화운동 보상심의위원회 지원과장
- 2005.2 ~ 2006.3 충청남도 금산군수 권한대행
- 2006.7 ~ 2018.6 제46~48대 민선 4~6기 충남 금산군수(3선, 새누리당)
- 2017.7 ~ 2018.6 : 충남협의회장

## 역대 선거 결과
|  | 37.36% |

|  | 67.19% |

|  | 55.28% |